# Filipov (Kameničky)
Filipov (německy Phillippsdorf) je malá vesnice a část obce Kameničky v okrese Chrudim. Nachází se asi dva kilometry severovýchodně od Kameniček. Filipov je také název katastrálního území o rozloze 2,17 km². Do severovýchodního výběžku katastrálního území zasahuje část přírodní památky Bahna.

## Historie
První písemná zmínka o vesnici pochází z roku 1263.

## Galerie

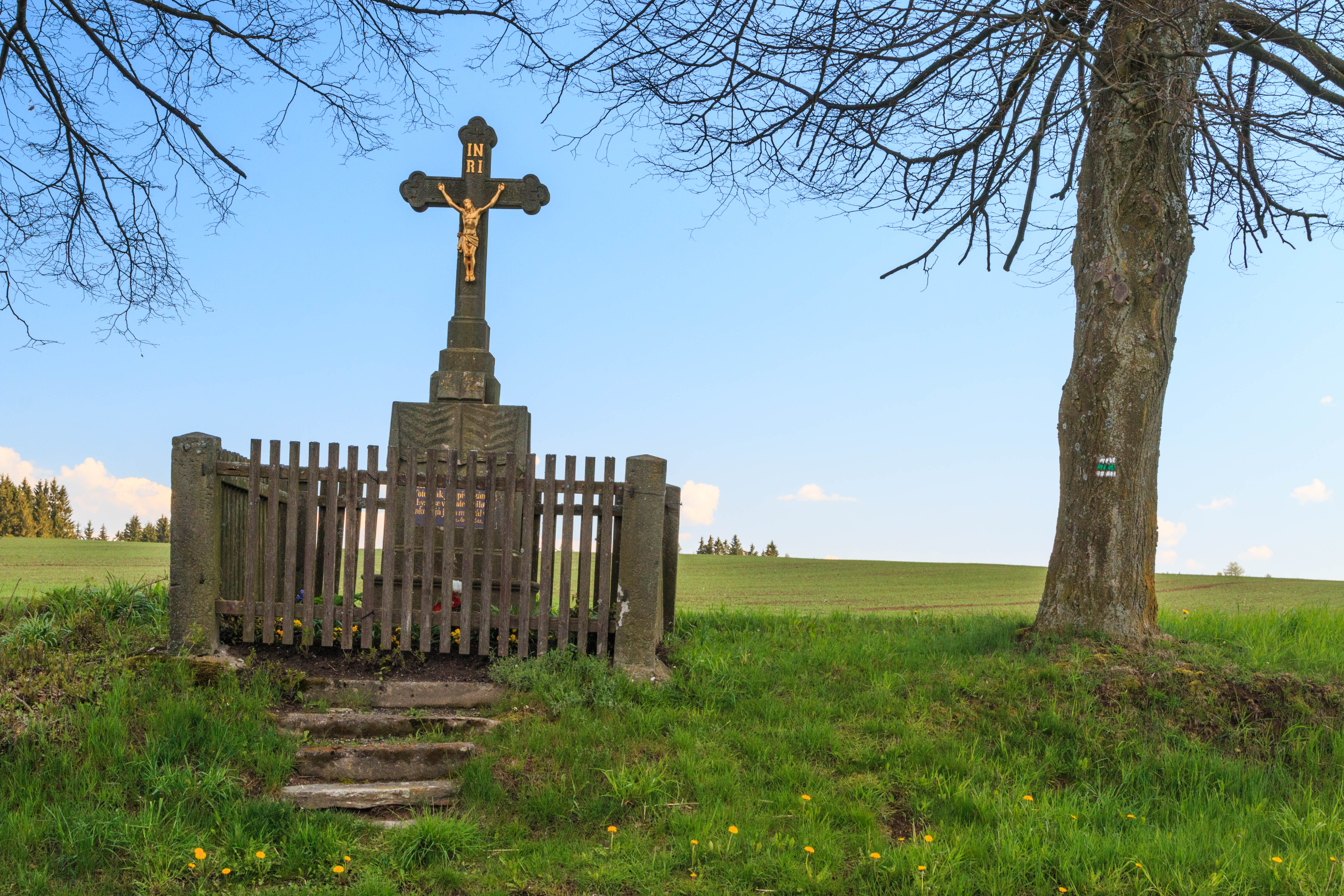
Filipov křížek
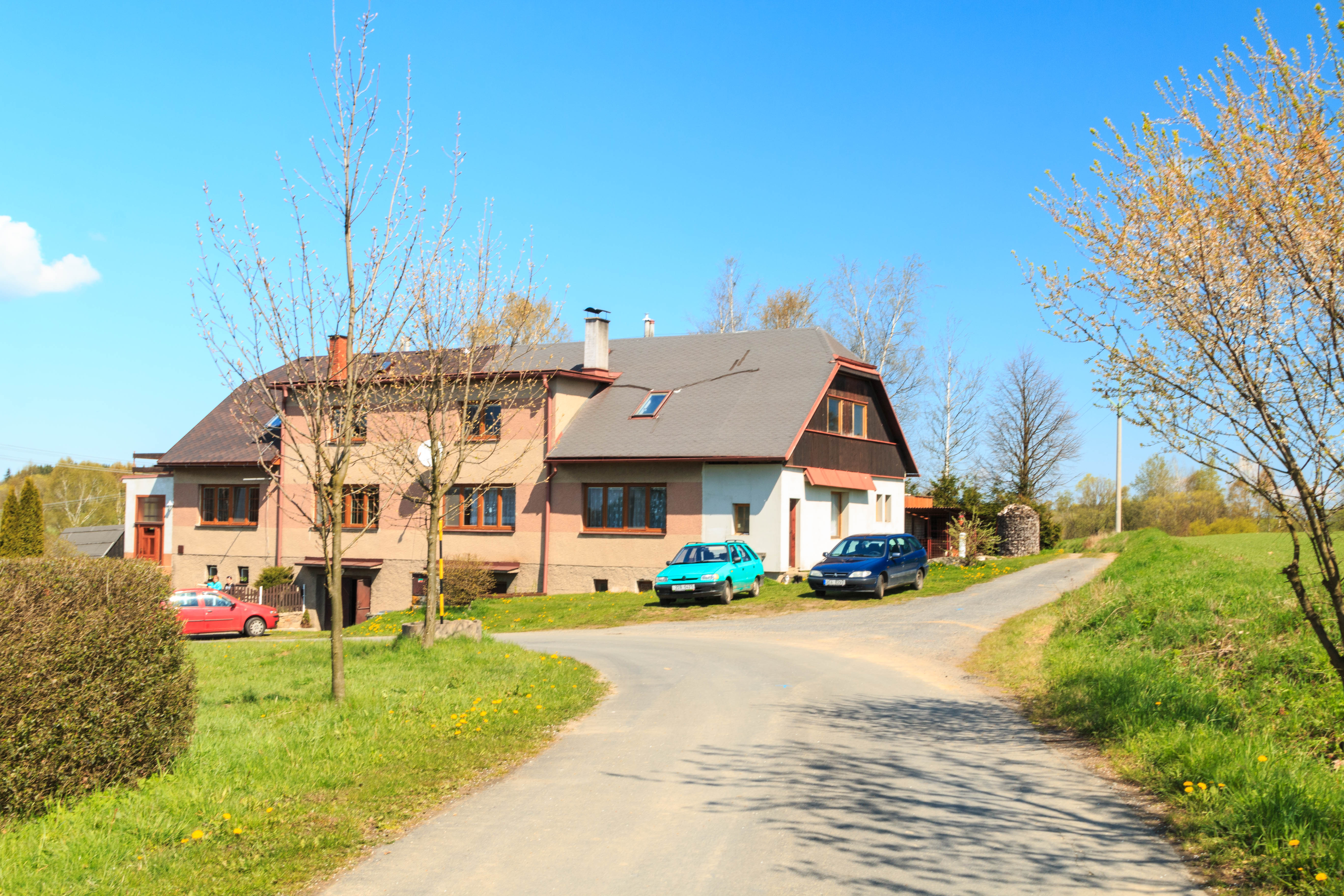
Filipov čp. 14
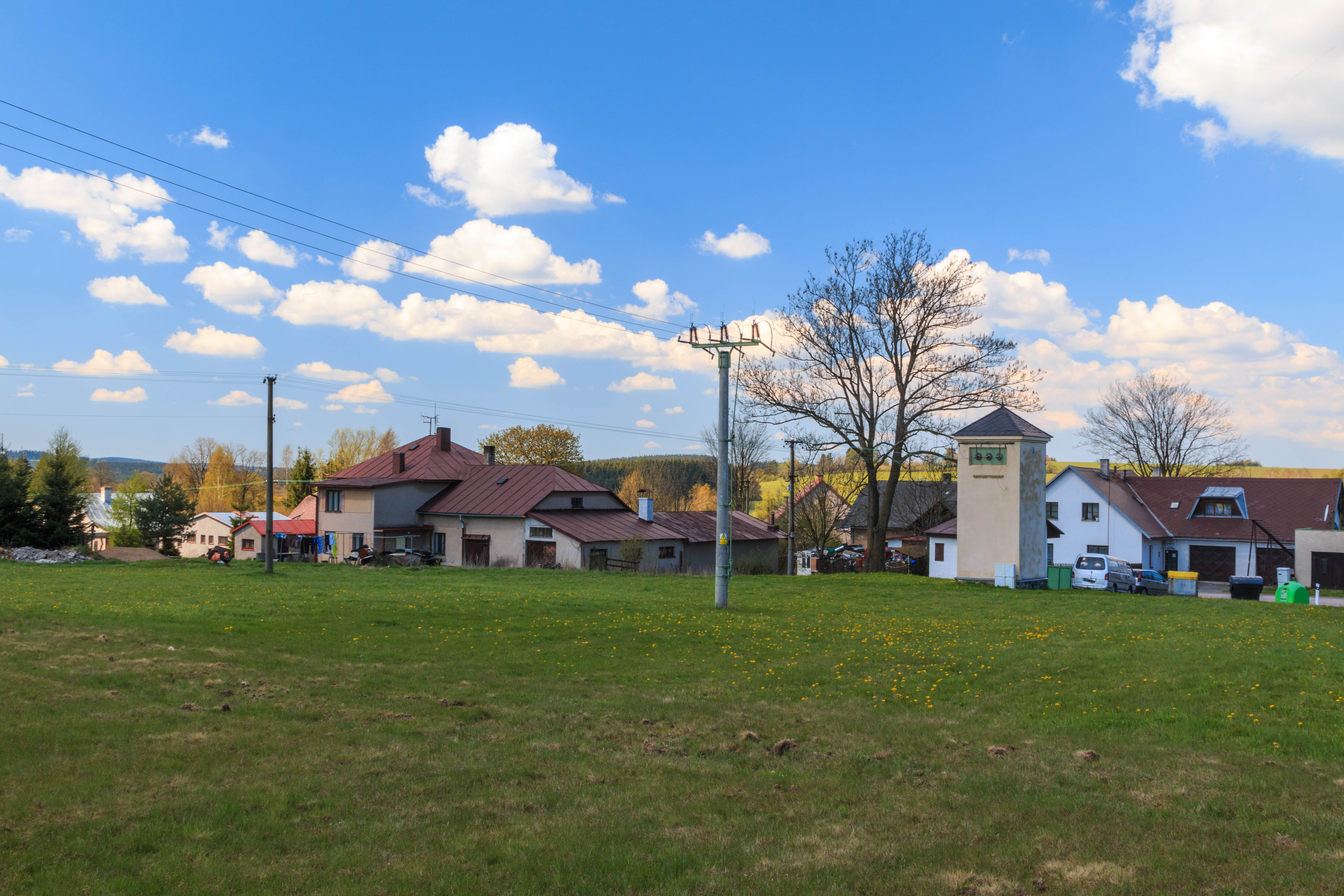
Filipov čp. 2
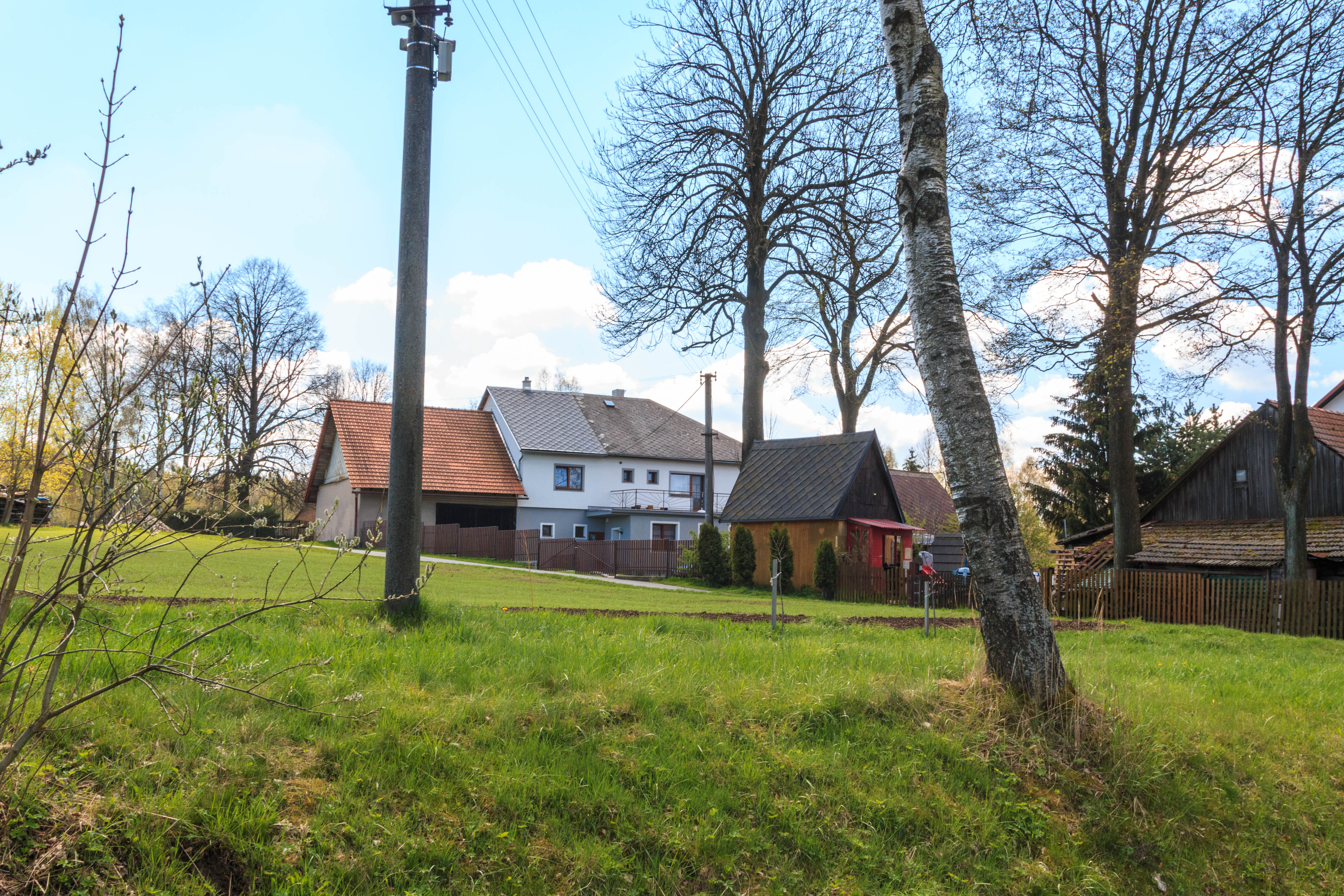
Filipov čp. 37